# Scottish Borders
Gli Scottish Borders (Marche scozzesi, in scots The Mairches, in gaelico scozzese Na Crìochan) sono un'area amministrativa della Scozia. Fu creata nell'anno 1975 dalla fusione di quattro contee storiche: Berwickshire, Peeblesshire, Roxburghshire e Selkirkshire, con una porzione di Midlothian. Confina con la città di Edimburgo, Dumfries e Galloway, Lothian Orientale, Midlothian, South Lanarkshire, Lothian Occidentale e, a sud ed est, con il Northumberland in Inghilterra. Il centro amministrativo è Newtown St. Boswells.
Storicamente, il nome Scottish Borders designava l'intera regione di confine nella Scozia meridionale e, insieme all'area confinante in Inghilterra, era parte della regione storica Borders.

## Geografia
Gli Scottish Borders si trovano nella parte orientale delle Southern Uplands.
La regione è collinare e in larga parte rurale, con il fiume Tweed che scorre da ovest ad est. Nella parte orientale della regione, l'area che confina con il Tweed è piatta ed è conosciuta come "The Merse". Il Tweed ed i suoi affluenti percorrono l'intera regione, sfociano nel Mare del Nord presso Berwick-upon-Tweed, e costituendo il confine con l'Inghilterra per gli ultimi 30 km del suo percorso.
Il termine "Borders centrali" si riferisce all'area in cui si trovano le principali città: Galashiels, Selkirk, Hawick, Jedburgh, Earlston, Kelso, Newtown St. Boswells, St Boswells, Peebles, Melrose e Tweedbank.

## Storia
Storicamente, il termine Borders ha un significato più ampio, e si riferisce a tutti i burgh situati presso il confine inglese, includendo quindi anche Dumfriesshire e Kirkcudbrightshire — come anche il Northumberland, Cumberland e Westmorland in Inghilterra.
Roxburghshire e Berwickshire, storicamente, sopportarono il peso dei conflitti con l'Inghilterra, sia durante le guerre dichiarate, come le guerre d'indipendenza scozzesi, sia durante i raid armati che ebbero luogo ai tempi dei Border Reivers. Pertanto, lungo la regione, si possono trovare le rovine di molti castelli, abbazie e anche di città intere.
Gli Scottish Borders furono creati nel 1975, unendo le contee tradizionali di Berwickshire, Peeblesshire, Roxburghshire e Selkirkshire, oltre a parte di Midlothian; fu creata come regione suddivisa nei distretti di Berwickshire, Ettrick e Lauderdale, Roxburgh e Tweeddale. Nel 1996 divenne un'autorità unitaria, e i distretti furono cancellati; la regione fu creata con il nome Borders. A seguito dell'elezione del consiglio della regione, nel 1995, il nome fu modificato in Scottish Borders dal 1996.
Nonostante vi siano tracce di lingua gaelica scozzese nelle origini di alcuni nomi dei luoghi, come Innerleithen ("confluenza del fiume Leithen"), Kilbucho e Longformacus, che contengono elementi goidelici piuttosto che celtici britannici, la lingua tende ad essere debole o addirittura non esistente nella maggior parte della regione. Dal V secolo, vi sono prove di due lingue principali nella zona: il britannico (ad ovest) e l'inglese antico (ad est); quest'ultimo si sviluppò nella sua forma moderna di inglese scozzese e lingua scots.

## Politica
Vi sono due collegi parlamentari negli Scottish Borders: Berwickshire, Roxburgh and Selkirk copre la maggior parte della regione, mentre l'area del Tweddale occidentale è compresa nel collegio di Dumfriesshire, Clydesdale and Tweeddale.
A livello del Parlamento scozzese, vi sono anche due seggi per la regione. La parte orientale della zona è coperta dal collegio di Roxburgh and Berwickshire, mentre la parte occidentale è coperta dal collegio di Tweeddale, Ettrick and Lauderdale.
A seguito delle elezioni locali del 2012, l'amministrazione del consiglio è costituita da una coalizione di indipendenti, del SNP e dei Liberal Democratici. Prima dell'elezione, governava una coalizione di conservatori, liberal democratici e indipendenti. I conservatori sono il maggior partito del consiglio, con 10 seggi, mentre i liberal democratici ne hanno 6. Il SNP ha 9 seggi e gli indipendenti sette. Due consiglieri sono del Partito dei Borders.
| Partito politico | Partito politico             | Seggi |
| ---------------- | ---------------------------- | ----- |
|                  | Conservatori Scozzesi        | 10    |
| •                | Partito Nazionale Scozzese   | 9     |
| •                | Indipendenti                 | 7     |
| •                | Liberal Democratici Scozzesi | 6     |
|                  | Partito dei Borders          | 2     |

## Località
- Abbey St. Bathans, Ashkirk
- Broughton, Burnmouth
- Chirnside, Clovenfords, Cockburnspath, Coldingham, Coldstream
- Denholm, Dryburgh, Duns
- Earlston, Eddleston, Ettrick, Ettrickbridge, Eyemouth
- Foulden
- Galashiels, Greenlaw
- Hawick
- Innerleithen
- Jedburgh
- Kelso, Kirk Yetholm
- Lauder, Lilliesleaf, Longformacus
- Melrose
- Newcastleton, Newtown St. Boswells
- Peebles
- Roxburgh
- Selkirk, St. Abbs, St Boswells, Stow, Stichill
- Teviothead, Town Yetholm, Traquair
- Walkerburn, West Linton